# Bernhard Fischer (Literaturwissenschaftler)
Bernhard Fischer (* 7. Mai 1956 in Bitburg) ist ein deutscher Germanist und Archivar und Autor.

## Leben und Werk
Fischer studierte in Bonn Deutsche Philologie, Kunstgeschichte und Philosophie, wo er mit einer Arbeit über Thomas Bernhard 1984 promoviert wurde. Fischer war 1992 bis 2007 Leiter des Cotta-Archives des Deutschen Literaturarchivs Marbach. Er war von 2007 bis 2020 Direktor des Goethe- und Schiller-Archivs in Weimar. Er folgte 2007 in diesem Amt Jochen Golz. Sein Nachfolger ist seit 2020 Marcel Lepper. In seine Amtszeit liegt der Beginn der Bestände des Goethe-und-Schiller-Archivs. Es ging ihm um die Suche nach Wegen nach dem zeitgenössischen Umgangs mit den Werken der Klassiker. Er war u. a. Herausgeber des Briefwechsels von Goethe und Schiller. Seine Biographie des Stuttgarter Verlegers Johann Friedrich Cotta erfuhr besondere Aufmerksamkeit in der Fachwelt. Cotta ist einer seiner Forschungsschwerpunkte, der sich in seiner Bibliographie niederschlug. Er ist seit 2003 Korrespondierendes Mitglied der Historischen Kommission des Börsenverein des Deutschen Buchhandels.

## Ehrungen
- Ludwig-Uhland-Preis (2015)

## Werke (Auswahl)
- Bernhard Fischer: Johann Friedrich Cotta : Verleger – Entrepreneur – Politiker, Wallstein Verlag, Göttingen 2015. ISBN   978-3-8353-1396-5
- Zus. mit Petra Boden: Der Germanist Julius Petersen: (1878–1941); Bibliographie, systematisches Nachlassverzeichnis und Dokumentation, Marbach am Neckar: Deutsche Schillergesellschaft, 1994.
- Bernhard Fischer: Friedrich Schiller und Johann Friedrich Cotta : das Horen-Projekt, Paulinus, [Trier] 2006. ISBN 978-3-7902-0196-3
- Der Verleger Johann Friedrich Cotta – chronologische Verlagsbibliographie 1787–1832 : aus den Quellen bearbeitet / Bernhard Fischer. Deutsche Schillergesellschaft, Marbach am Neckar, Saur, München 2003. ISBN 978-3-598-11632-2
- Ders.: "Gehen" von Thomas Bernhard : eine Studie zum Problem der Moderne (Bonner Arbeiten zur deutschen Literatur ; Bd. 43), Bouvier, Bonn 1985 (zugl. Diss. Bonn 1984). ISBN 978-3-416-01876-0
- Bernhard Fischer und Gabriele Klunkert (Hrsg.): Goethe- und Schiller-Archiv, Klassik-Stiftung Weimar, Weimar 2012, ISBN 978-3-7443-0153-4.